# Kristine DeBell

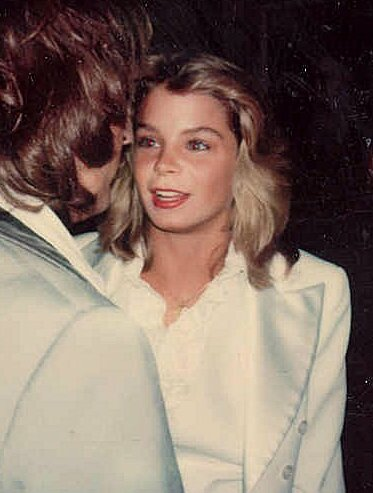
Kristine DeBell (1976)

Kristine DeBell (* 10. Dezember 1954 in Chatham, New York) ist eine US-amerikanische Schauspielerin und ein ehemaliges Fotomodell.

## Karriere
Sie begann ihre Karriere als ein Modell für Damenmode bei der renommierten New Yorker Agentur Ford Models. Im April 1976 war sie als Playboy-Modell auf dem Magazincover (USA) zu sehen, fotografiert von Suze Randall; auch Helmut Newton machte mit ihr Aufnahmen für Playboy, die im August desselben Jahres in der US-Ausgabe abgedruckt wurden. Später erschien ihr Foto auf dem Cover des Männermagazins Playboy, der Frauenzeitschrift Playgirl und weitere Bilder wurden in Illustrierten wie z. B. Celebrity Sleuth veröffentlicht.
Als Schauspielerin berühmt geworden ist sie 1976 als Titelheldin in der Erotikversion von Alice in Wonderland von Bud Townsend, einer Musical-Komödie mit Hardcoresequenzen, die inzwischen einen Kultstatus besitzt. Mit ihrem Debütfilm ist sie schlagartig auch im Ausland bekannt geworden, die Porno-Szenen haben ihr jedoch steile Hollywoodkarriere und richtigen Durchbruch als Filmschauspielerin in den prüden USA der 1980er Jahre während der konservativen Reagan-Ära unmöglich gemacht. Dieser Kinofilm, seinerzeit im weltweiten Vertrieb bei 20th Century Fox Film Corporation, markiert den Höhepunkt ihrer Karriere.
Später war Kristine DeBell in einer ganzen Reihe von Low-Budget-Produktionen zu sehen, die entweder im Videohandel erschienen oder hauptsächlich für das Fernsehen bestimmt waren. Sie hatte vor allem in Rollen als Teenager Erfolg. Als Beispiel ist eine Produktion von 1979 zu nennen, die kanadische Feriencamp-Komödie Meatballs – Babyspeck und Fleischklößchen von Ivan Reitman, in der sie die markante Rolle einer überdrehten Schülerin namens A.L. an der Seite von Bill Murray spielte. In Cheerleaders Wild Weekend, ebenfalls aus dem Jahre 1979, entführen Gangster einen ganzen Bus voller Teenager, um eine stattliche Summe Lösegeld zu erpressen. Die Mädchen versuchen mit allen Mittel und unter Einsatz ihrer weiblichen Reize freizukommen.
In den nächsten Jahren landete die Schauspielerin keinen wirklich großen Hit, drehte aber immerhin 1980 mit Jackie Chan eine Martial-Arts-Klamotte unter dem Titel Die große Keilerei (The Big Brawl), in der sie Nancy, die Verlobte des Bruders des großen Filmstars und Kung-Fu-Kämpfers (Jerry) spielte. Außerdem hatte sie Gastauftritte in Talk-Shows und stand vor der Kamera für zahlreiche kleine Hintergrundrollen in populären (wenn auch oft kurzlebigen) amerikanischen TV-Serien wie CHiPs, Eight Is Enough oder Make-up und Pistolen (Police Woman) und Fernsehfilmen wie Life Of The Party: The Pamela Harriman Story und Suddenly, Love (als Helen Malloy). 1979 spielte DeBell an der Seite von Barbra Streisand als Lucy in Was, du willst nicht? (The Main Event) und ein Jahr zuvor mit Richard Gere als Cheri in Heißes Blut (Bloodbrothers).
1980 übernahm sie eine Nebenrolle (als Pam Warren) in der endlosen US-amerikanischen Daily-Soap Schatten der Leidenschaft (The Young and the Restless) des Senders CBS, und 1987 wirkte sie im Thriller The Great American Girl Robbery in der Rolle der Debbie Williams mit. Zuletzt war Kristine DeBell 1990 in America Confidential zu sehen, wo sie ihren bis dato letzten Filmauftritt hatte. Danach hat sie Hollywood verlassen und widmet sich seitdem ausschließlich Theaterrollen.

## Filme (Auswahl)
- 1976: Alice in Wonderland
- 1979: Babyspeck und Fleischklößchen (Meatballs)
- 1979: Cheerleaders Wild Weekend
- 1979: Was, du willst nicht? (The Main Event)
- 1980: Die große Keilerei (The Big Brawl)
- 1982: T.A.G. – Das Killerspiel (Tag: The Assassination Game)